# パーティ・ピープル (パーラメントの曲)
「パーティ・ピープル」(Party People) は、1979年のアルバム『グローリィホーラストゥピッド (Gloryhallastoopid)』に収録されたパーラメントの楽曲。10分以上の長さがあり、7インチ・シングル2面という形態に加え、12インチ・シングルでもリリースされた。『ビルボード』誌のR&Bチャート（Hot R&B/Hip-Hop Songs の前身）では、最高39位まで浮上した。音楽の様式から見れば「パーティ・ピープル」は、パーラメントの本領として知られるファンクの楽曲である以上に、ディスコの色彩が強い。音楽ライターのリッキー・ヴィンセントによれば、この曲は、バンドが「史上最悪と自ら認めているレコード (self-admitted worst record ever)」であるという。